# Nikot
Il nikot è la lingua ufficiale della micronazione Nikolao. Essa è una lingua artificiale artistica nata per un doppio scopo ludico/didattico. È una lingua appena nata con un vocabolario in espansione. La lingua oltre a un proprio lessico ha altresì una propria grammatica ed un proprio alfabeto. La grammatica è del tipo VOS ovvero Verbo oggetto soggetto. Il nikot fa parte della famiglia delle lingue agglutinanti; ha solamente cinque tempi verbali che sono: il presente, il passato, il futuro, l'imperativo ed il gerundio. Nella declinazione verbale non esistono verbi irregolari; neanche il verbo essere. Il verbo essere viene omesso quando è sottinteso come in lingua araba.

## Fonetica
Il nikot ha 9 vocali e 17 consonanti.
Le vocali sono: a, e, i/y, o, u, kw, aa, oo, uu.
Esse si leggono tutte aperte tranne kw che si legge qu; nella pronuncia non c'è nessuna differenza tra i e y.
Le consonanti sono: b, k/h, d, f, g, l, m, n, p, r, s, t, ts, th, v, z, jo.
- b, d, g, l, m, n, p, r, s, t, z si leggono tutte dolci.
- k è sempre dura come ch in chiesa in italiano nella pronuncia non c'è differenza fra k e h.
- f è come ph in physico in greco.
- ts è come z in zozzone in italiano.
- th è come th in thought in inglese.
- jo è come ro in rosa in siciliano.